# 크리스티안 10세
크리스티안 10세(덴마크어: Christian X, 1870년 9월 26일~1947년 4월 20일)는 글뤽스부르크 왕가의 덴마크의 국왕이다.

## 생애

### 성장 과정
1870년에 코펜하겐 근처의 샬로텔룬 궁전에서 태어났다. 1912년에 덴마크와 아이슬란드의 국왕으로 즉위한다.

### 1920년 부활절 위기
크리스티안 10세는 즉위 후 독일에게 빼앗겼던 술레스비히 지방을 되찾기 위해 노력해서 결국1차대전의 패배로 불리한 입장에 서 있던 독일에게서 주민투표를 통해 북 슐레스비히를 되찾는데 성공한다. 그러나 투표 결과 남부 슐레스비히는 독일에 계속 남기로 했다. 이에 덴마크 민족주의자들은 투표 결과와 상관없이 남부 슐레스비히도 덴마크에 귀속되어야 한다고 주장했고 크리스티안 10세 또한 이에 동조하며 카를 테오도르 잘레 총리에게 슐레스비히의 통합을 명령했다. 그러나 잘레는 왕명에 따르지 않고 북부 슐레스비히만 통합한 후 자신은 총리직에서 사임했다. 크리스티안 10세는 이에 격분한 나머지 내각을 해산하고 보수파로 내각을 새로 구성해 남부 슐레스비히를 통합하려 했지만 내각 해산은 국민적인 반발로 이어졌고 이에 굴복한 그는 보수파 내각을 해산시킨 후 내각을 재구성했다. 이후 왕의 권력은 크게 약화되었다.

### 제2차 세계 대전
1940년 4월 9일에 새벽 4시, 덴마크는 나치 독일에 점령되었다. 그러나 아돌프 히틀러 총통은 덴마크를 같은 게르만 민족 국가라고 보고 있었기 때문에, 덴마크 정부와 함께 크리스티안 10세 국왕이 코펜하겐에 머무는 것을 허용했다. 하지만 나치 독일의 폭압적인 레벤스보른 정책과 홀로코스트의 행각에 크게 분개한 크리스티안 10세는 히틀러가 장문의 편지를 짧게 답한 것을 시작으로 덴마크 왕궁에 내걸려 있던 하켄크로이츠기를 내린 걸로 모자라서 자신의 나라에 거주하던 유대인과 집시를 구하기 위해 전국민에게 노란 별을 달 것을 명령한다. 이에 크게 노한 아돌프 히틀러는 1944년 아이슬란드를 동군연합에서 독립시켜버렸고 덴마크 주재 대사를 소환하는 지경에 이르렀다.

### 전후
제2차 세계 대전 종전 이후에 그는 덴마크 국민들에게 크게 존경 받는 국왕이 되었고 사후 그는 덴마크의 국부로 칭송받게 되었다.

## 자녀
1898년 알렉산드리네 추 메클렌부르크슈베린 대공녀와 결혼해 두 아들을 두었다.
- 프레데리크 9세(1899~1972) - 스웨덴 공주 잉리드와 결혼해 슬하 3녀를 둠.
- 덴마크 세습 왕자 크누드(1900~1976) - 덴마크 왕자빈 카롤리네마틸데와 결혼해 슬하 2남 1녀를 둠.